# Коста Новакович
Коста Новакович (на сръбски: Коста Новаковић или Kosta Novaković) е сръбски журналист и политик, комунист.

## Биография
Коста Новакович е роден в Чачак на 6 юни 1886 или 1889 година. Още в гимназията в 1903 година влиза в работническото движение.
Заедно с Димитрие Туцович е лидер на Сръбската социалдемократическа партия. На учредителния конгрес на Комунистическата партия на Югославия в 1919 година е избран за член на Изпълнителния комитет на Централното партийно събрание. В 1919 – 1920 година е депутат от Македонската изборна единица.
Между двете световни войни издава много партийни вестници и е избиран за член на Централния комитет на КПЮ.
В 1924 година година публикува брошурата „Македония на македонците! Земята на земеделците!“, която е забранена, а Новакович е осъден на 6 месеца. В 1926 година за революционна дейност е осъден на пет години затвор. В 1927 година бяга в Съветския съюз. Там е арестуван по време на чистките в 1937 година и се предполага, че е ликвидиран в 1938 година.